# Nonius Marcellus
Nonius Marcellus war ein spätrömischer Grammatiker und Lexikograph. Er lebte im 3. oder frühen 4. Jahrhundert. Nonius Marcellus stammte aus Thubursicu Numidarum in der Provinz Numidia in Nordafrika und erhielt den Beinamen peripateticus Tubursicensis („der Peripatetiker aus Thubursicu“).
Neben einer verlorenen Schrift A doctrinis de peregrinando verfasste er als Hauptwerk De compendiosa doctrina per litteras, eine Kompilation, die teils als Sprach-, teils als Sachlexikon dient: Die ersten zwölf der insgesamt zwanzig Kapitel befassen sich mit Fragen der Wortbedeutung und grammatischen Eigenschaften von Wörtern, die restlichen acht mit Bezeichnungen für Gegenstände aus Gebieten wie Schifffahrt, Kleidung, Nahrungsmittel, Waffen, Farben und Verwandtschaftsbeziehungen.
Das Werk ist im Wesentlichen eine schematische Zusammenstellung von Zitaten. Sein Wert liegt nicht in der eigenständigen Kommentierung durch Nonius begründet, sondern darin, dass er zahlreiche Stellen älterer Autoren bewahrt und überliefert hat. Nonius zog seine Belege hauptsächlich aus Autoren der republikanischen Zeit bis hin zu Cicero und Varro. Dabei stützte er sich zunächst auf bereits vorliegende grammatische und lexikalische Werke, insbesondere Marcus Verrius Flaccus und Aulus Gellius, die er dann durch zusätzliche Zitate von insgesamt 41 Autoren ergänzte. Die Anordnung der Zitate zu jedem Begriff folgt stets einer feststehenden Autorenreihenfolge: Nonius beginnt mit Zitaten von Plautus und endet mit Varro und Cato. Mehrere Zitate eines einzelnen Verfassers stehen in der Reihenfolge, in der sie im Werk dieses Autors vorkommen. Der Umstand, dass Nonius seine Quellen immer in gleichbleibender Reihenfolge durchging, erlaubt es, die Anordnung von Fragmenten aus verlorenen Werken zu bestimmen.
Die Grammatiker Priscian und Fulgentius haben das Werk des Nonius ausgiebig benutzt. Die Datierung seines Werkes und damit seiner Lebenszeit stützt sich darauf, dass Nonius Aulus Gellius benutzte und seinerseits von Priscian benutzt wurde.

## Textausgabe
- Maßgebliche Textausgabe von Wallace M. Lindsay, Teubner, Leipzig 1903 (Volltexte: Bd. 1, Bd. 2, Bd. 3).

Einzelne Stellen im Werk des Nonius Marcellus werden üblicherweise mithilfe der Seitenzahlen in der Edition angegeben, die J. Mercier 1614 unter dem Titel De varia significatione Verborum in Paris herausgab. „Nonius 143 M“ bedeutet also „Seite 143 in der Nonius-Ausgabe von Mercier“.